# Hyssura gracilis
Hyssura gracilis är en kräftdjursart som först beskrevs av Brian Frederick Kensley 1982.  Hyssura gracilis ingår i släktet Hyssura och familjen Hyssuridae. Inga underarter finns listade i Catalogue of Life.